# Edward Brzęczek
Edward Brzęczek (ur. 30 kwietnia 1939, zm. 30 stycznia 2018) – polski inżynier i działacz państwowy, wojewoda koniński (1981–1986).

## Życiorys
Był dyrektorem Fabryki Urządzeń Górnictwa Odkrywkowego w Koninie. Od połowy lat 70. do 1981 sprawował funkcję przewodniczącego Organizacji Wojewódzkiej NOT. W 1981 został wojewodą konińskim – obowiązki pełnił do 1986.
W latach 90. pracował jako radca handlowy Ambasady RP w Moskwie. W latach 2003–2006 pełnił obowiązki dyrektora Biura Informacyjnego Województwa Wielkopolskiego w Brukseli. W latach 2009–2016 był zastępcą wójta Gminy Stare Miasto.